# Xeranoplium bicolor
Xeranoplium bicolor är en skalbaggsart som beskrevs av Chemsak och Linsley 1963. Xeranoplium bicolor ingår i släktet Xeranoplium och familjen långhorningar. Inga underarter finns listade i Catalogue of Life.